# Exbergsee
Exbergsee ist der Name zweier benachbarter Seen – Großer Exbergsee und Kleiner Exbergsee – in ehemaligen Braunkohle-Tagebauen im Gemeindegebiet von Großalmerode im nordhessischen Werra-Meißner-Kreis (Deutschland).

## Geographische Lage
Die Exbergseen erstrecken sich zwischen Kaufunger Wald und Söhre im Rommeroder Hügelland – im Geo-Naturpark Frau-Holle-Land (Werratal.Meißner.Kaufunger Wald) – zwischen den zur Stadt Großalmerode gehörenden Dörfern Epterode im Nordosten und Rommerode im Südwesten. Sie liegen am Exberg (ca. 505,5 m ü. NN) und entwässern  in den Werra-Zufluss Wehre. Beide Seen sind knapp 300 m voneinander entfernt.

## Beschreibung

### Großer Exbergsee
Der Große Exbergsee, auch Epteroder See genannt, ist der nordnordöstliche beider Seen und liegt zwischen Epterode im Nordnordosten und dem Exberg im Süden. Er ist  unterschiedlichen Angaben zufolge 9,6 ha bis 10 ha groß und maximal 31,6 m bis 38 m tief. Gelegen auf 438,5 m ü. NN ist er rund 500 m lang und etwa 230 m breit. Sein Umfang beträgt zirka 1,3 km.

### Kleiner Exbergsee
Der Kleine Exbergsee, auch Rommeroder See genannt, ist der südsüdwestliche beider Seen und liegt zwischen Rommerode im Westen und dem Exberg im Osten. Er ist  unterschiedlichen Angaben zufolge 3 ha bis 3,5 ha groß und maximal 14 m tief. Gelegen auf 425 m ü. NN ist er rund 200 m lang und etwa 100 m breit. Sein Umfang beträgt zirka 500 m.

## Geschichte
Die Exbergseen liegen in ehemaligen Tagebauen des Hirschberger Reviers. Dort wurde von 1965 bis 1973 Braunkohle gefördert. Westlich vorbei an den damaligen Tagebauen verlief seit ihrer Eröffnung im Jahr 1915 die etwa 25 km lange Gelstertalbahn, die Basalt und Braunkohle abtransportierte und auch dem Personenverkehr diente. Ab 1973 wurde sie abschnitts- und stufenweise eingestellt.

## Verkehrsanbindung
Westlich vorbei an den Exbergseen verläuft die Landesstraße 3225 (Großalmerode–Rommerode), die im nördlichen Großalmerode Anschluss an die Bundesstraße 451 hat und direkt nördlich von Rommerode auf die etwas nördlich vorbei am Kleinen Exbergsee und nach Epterode führende Kreisstraße 45 trifft.
Etwas südöstlich des Großen Exbergsees steht die auf Wanderwegen zu erreichende oder, von der K 45 kommend, direkt anfahrbare Waldgaststätte Exberghütte.